# Theodor Herzl

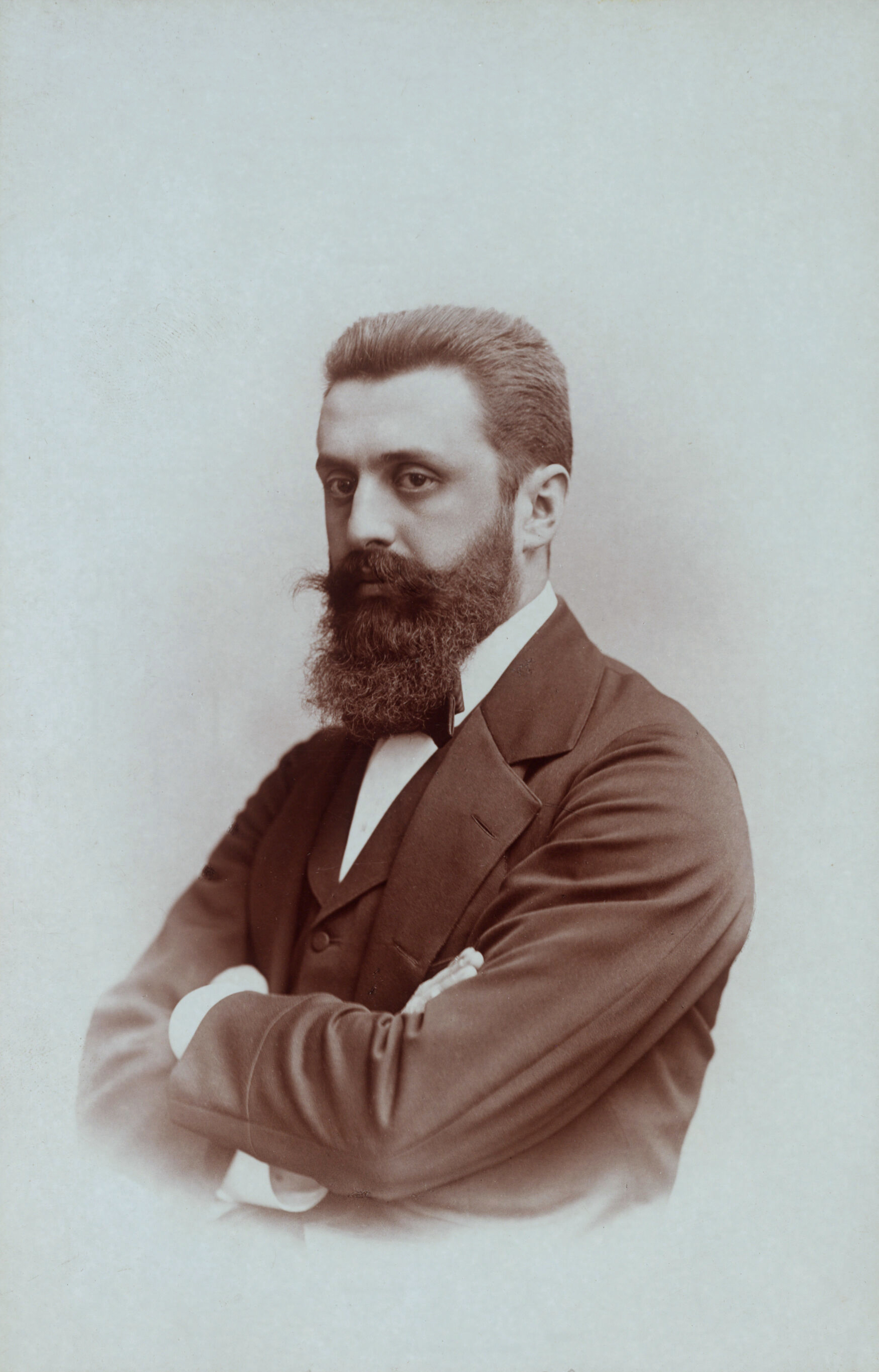
Theodor Herzl

Theodor Herzl cunoscut în ebraică ca Binyamin Zeev Herzl (în ebraică:בנימין זאה הרצל sau תיאודור הרצל ,în maghiară Herzl Tivadar, n. 2 mai 1860, Pesta - d. 3 iulie 1904, Edlach an der Rax, Austria Inferioară), a fost un ziarist și dramaturg evreu originar din Ungaria și care a trăit în Austria, care a devenit conducător al luptei pentru dreptul la autodeterminare al poporului evreu. El a pus această luptă sub semnul ideologiei numite de el  „sionism politic” și a fondat Organizația Sionistă destinată să realizeze împlinirea aspirațiilor naționale amintite prin renașterea statală a evreilor în Sion, nume geografic care în tradiția evreiască simbolizează Ierusalimul și țara strămoșească a evreilor, Eretz Israel (Palestina). Herzl este  supranumit vizionarul statului Israel חוזה מדינת ישראל, deoarece a crezut cu tărie că se poate crea din nou un stat pentru poporul evreu, risipit până atunci în lume, și supus în multe locuri la persecuții, și a pregătit condiții concrete pentru realizarea acestei viziuni.
De la Primul Congres sionist care a avut loc la Basel în anul 1897 și până la moartea timpurie a lui Herzl în 1904, mișcarea sionistă a devenit o mișcare politică pragmatică, dinamică și de anvergură. Ideile lui Herzl au găsit răsunet în rândurile evreilor din Europa și în comunitățile evreiești din întreaga lume. Sprijinul maselor de evrei, mai ales din estul Europei, dar și din vest și din lumea islamică, a influențat creșterea valurilor de emigrare a evreilor în Palestina, și a netezit în cele din urmă calea pentru înființarea în anul 1948 a Statului Israel.

## Biografie

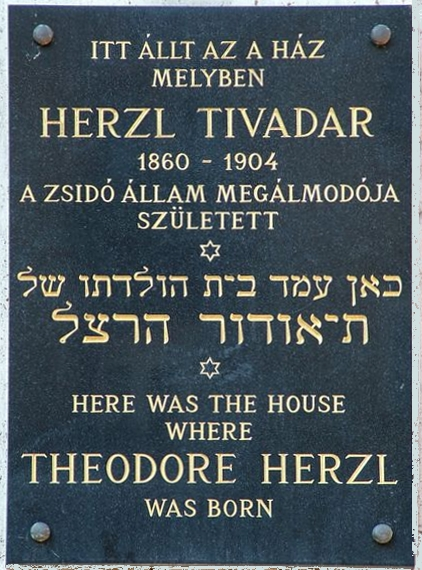
Placa comemorativă a lui Theodor Herzl, amplasată pe peretele Sinagogii de pe strada Dohány din Budapesta

Theodor Herzl s-a născut în 1860 la Pesta, azi parte din Budapesta, într-o familie evreiască instruită și asimilată la cultura prevalentă în imperiul habsburgic. Limbile vorbite în casă erau germana și maghiara, de asemenea, de copil, Theodor și-a însușit un bagaj de cuvinte și expresii ebraice necesare mai ales în cermoniile religioase. În copilărie familia a locuit într-o casă aflată în imediata apropiere a Sinagogii Mari neologe de pe strada Dohány. Mama sa, Jeannette sau Johanna Nannette născută Diamant (1836, Pesta - 1911,Viena) era germanofonă, familiarizată cu cultura austriacă. Tatăl, Jakob, născut la Zemun (Semlin), pe teritoriul actual al Serbiei (1835 - 1902, Viena) a fost o vreme director la banca „Hungaria”, mai târziu s-a ocupat cu comercializarea lemnului. Copilul a învățat la o școală evreiască, apoi a început studiile secundare la Liceul public real (viitorul liceu Eötvös József). Din pricina atmosferei ostile în această instituție școlară, dupa ce a luat lecții private, în 1876-1878 a învățat la gimnaziul de elită, tolerant, al Bisericii Luterane din Pesta, unde aproape jumătate din elevi erau evrei. Din anul 1878 Herzl a plecat la studii de drept la Universitatea din Viena, fiind până în anul 1883 și membru al corporației studențești Albia. În cadrul acesteia a fost martor și la numeroase manifestări antisemite și a luat o singură dată parte la unul din duelurile tradiționale - Mensur, fiind secondat de colegul Franz Staerck. La 16 mai 1884 a promovat facultatea cu titlul de doctor în drept, iar în august 1884 - iunie 1885 a absolvit stagiul de avocatură efectuat la Viena și Salzburg. În cele din urmă nu a practicat dreptul, nemulțumit fiind, cum s-a exprimat, de „bariera de sticlă”, care punea obstacole carierei juriștilor evrei și fiind totodată atras de jurnalistică și literatură. A fost, între altele, autorul unor drame și comedii în limba germană.

## Vizionarul unui stat evreiesc
Prima carte care exprima ideile unui stat evreiesc a fost „Altneuland”, roman utopic scris în limba germană. Ediția a II-a, apărută la Leipzig în 1902 purta inscripția: "Im Jahre 1902 sorgte Theodor (Binjamin S'ew) Herzl mit dem Erscheinen eines utopischen romans für eine Überraschung. In der Einleitung schrieb er "Wenn ihr wollt, ist es kein Märchen". Schon wenige Monate später erschien das Buch auch auf hebräisch. Der Titel: "Tel-Awiw".

## Scrieri

#### Ediții tipărite
- Altneuland. („Țara veche - nouă”) [5].
- Der Judenstaat. Manesse, Zürich 2006, ISBN 978-3-7175-4055-7.(„Statul evreilor”)
- Der Judenstaat. Versuch einer modernen Lösung der Judenfrage. Ölbaum, Augsburg 2004, ISBN 3-927217-13-1 („Statul evreilor. Căutarea unei rezolvări în spirit modern a problemei evreiești”
- Briefe und Tagebücher (Scrisori și jurnale) 7 volume. editată de Alex Bein, Hermann Greive, Moshe Schaerf und Julius H. Schoeps. Propyläen, Frankfurt/M., Berlin 1983–96.

#### Ediții on-line
- Der Judenstaat. 1896 – Wikisource-Volltext
- Philosophische Erzählungen. (Povestiri filozofice, Berlin 1900, culegere de 17 foiletoane din anii 1887–1900) – Wikisource-Volltext
- Tagebücher. (Jurnale, in trei volume) – eLibrary Austria Projekt eLib Volltext Band 1 (1922) Arhivat în 18 octombrie 2008, la Wayback Machine.